# Big Black River
Big Black River er en flod som løber fra nord mod syd i delstaten Mississippi i USA. Den er en stor biflod til Mississippifloden, og er omkring  531 km lang. Flodens  afvandingsområde er på 8.800 km².
Fra den Amerikanske borgerkrig kendes floden fra  Slaget ved Big Black River Bridge som blev udkæmpet den 17. maj 1863 og  var en del af  Vicksburg-kampagnen.